# Conus ichinoseana
Conus ichinoseana е вид охлюв от семейство Conidae. Видът не е застрашен от изчезване.

## Разпространение и местообитание
Разпространен е във Виетнам, Западна Австралия, Нова Каледония, Провинции в КНР, Тайван, Филипини и Япония.
Обитава пясъчните дъна на морета. Среща се на дълбочина от 400 до 575 m, при температура на водата от 10 до 14,4 °C и соленост 34,7 – 35,2 ‰.